# Maiden uniteD
I Maiden uniteD sono un gruppo musicale anglo-olandese, nato nel 2006 come tributo acustico agli Iron Maiden.

## Storia
Nel 2006 al bassista Joey Bruers fu chiesto di eseguire un tributo ad una convention per il fan club olandese degli Iron Maiden, a Eindhoven. Insieme con diversi musicisti eseguì diverse canzoni dei Maiden, tutte con un arrangiamento acustico da lui elaborato. Steve Harris partecipò alla convention, e diede al gruppo 'due pollici in su'. 
 Dopo una serie di altri spettacoli Bruers cominciò a scrivere nuovi arrangiamenti col chitarrista Ruud Adrianus Jolie (Within Temptation). Il duo cominciò poi a registrare i brani con i nuovi arrangiamenti avvalendosi di alcuni musicisti che divennero la formazione stabile del progetto che prese il nome di Maiden uniteD: Damian Wilson (Threshold) alla voce, Marco Kuypers al pianoforte e Mike Coolen (dal 2011 nei Within Temptation) alla batteria. Il quintetto registrò così il proprio album di debutto Mind the Acoustic Pieces (reinterpretazione acustica dell'album degli Iron Maiden Piece of Mind), che venne pubblicato il 9 dicembre 2010; l'album, che vide la presenza di Anneke van Giersbergen (ex-cantante dei The Gathering) come guest, fu anticipato dal singolo The Trooper, pubblicato il 20 novembre. L'album fu supportato dal Pieces Over Europe Tour, che durò dal dicembre 2010 all'aprile 2011. Sempre nel 2011 la band suonò in Germania al Wacken Open Air, e poi in Inghilterra al Download Festival.
Nel settembre 2012 venne pubblicato il secondo album della band, Across the Seventh Sea, che vede la partecipazione di Perttu Kivilaakso degli Apocalyptica. Poco dopo Marco Kuypers e Mike Coolen lasciarono il gruppo, venendo sostituiti rispettivamente da Thijs Schrijnemakers e Huub van Loon (il primo) e Stef Broks (il secondo).
Nel 2015 venne pubblicato Remembrance, terzo album della band, il quale vede la collaborazione di numerosi artisti, tra cui Marcela Bovio (Stream of Passion) e tre ex-membri degli stessi Iron Maiden: i cantanti Blaze Bayley e Paul Di'Anno, e il batterista Thunderstick. L'album è stato anticipato dal singolo Strange World.

## Formazione

### Formazione attuale
- Damian Wilson – voce (2006-presente)
- Ruud Adrianus Jolie – chitarra (2006-presente)
- Huub van Loon – pianoforte (2012-presente)
- Thijs Schrijnemakers – organo (2012-presente)
- Joey Bruers – basso (2006-presente)
- Stef Broks – batteria (2012-presente)

### Ex componenti
- Marco Kuypers – pianoforte (2006-2012)
- Mike Coolen – batteria (2006-2012)

## Discografia

### Album
- 2010 – Mind the Acoustic Pieces
- 2012 – Across the Seventh Sea
- 2015 – Remembrance

### Singoli
- 2010 – The Trooper/Sun and Steel
- 2015 – Strange World/The Evil That Men Do